# Պ

Պとպ

筆記体

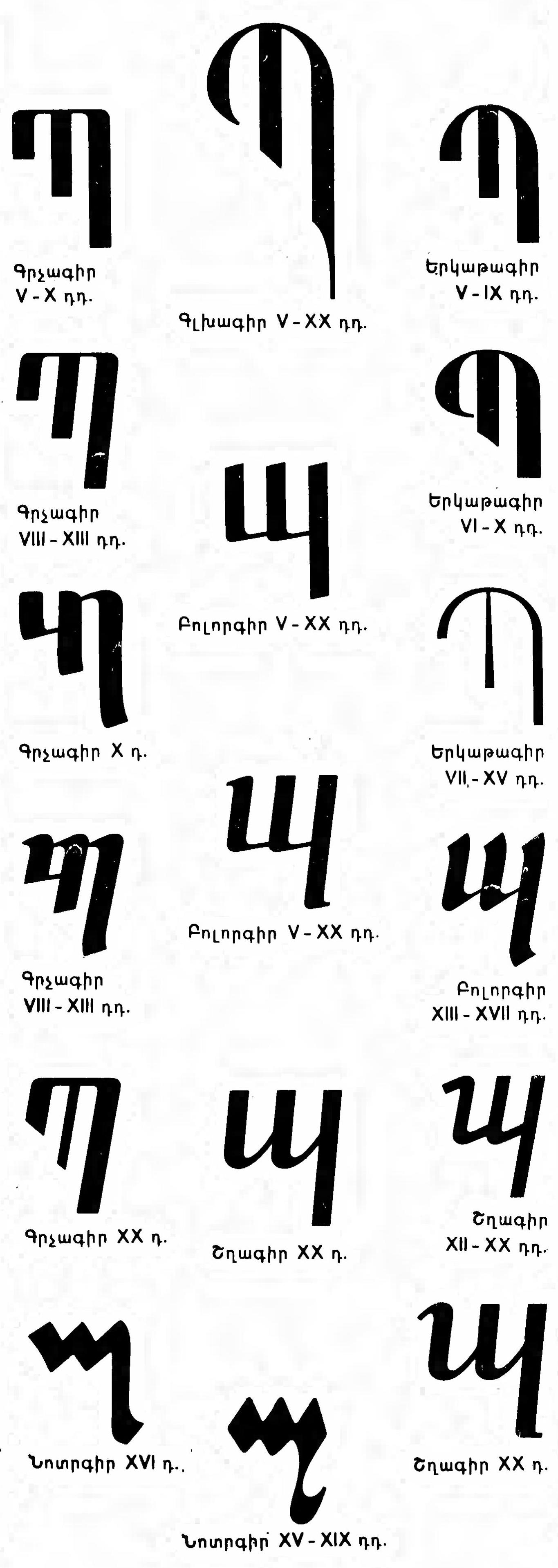
Պとպの様々な書体

Պ, պ（アルメニア語: պեまたはպէ、発音は東アルメニア語でpe、西アルメニア語でbe）は、アルメニア文字の26番目の文字である。405年ごろにメスロプ・マシュトツによって作成されたと見られる。

## 使用
古典アルメニア語と東アルメニア語では無声両唇破裂音[p]を表す。西アルメニア語では有声両唇破裂音[b]を表す。ラテン文字化する時は「P」と記す。記数法では800を表す。

## 書体

## 符号位置
| 文字 | Unicode | JIS X 0213 | 文字参照        | 備考 |
| ---- | ------- | ---------- | --------------- | ---- |
| Պ    | U+054A  | -          | &#x54A; &#1354; |      |
| պ    | U+057A  | -          | &#x57A; &#1402; |      |